# Крайцерите: Роман за живота на един млад мичман
„Крайцерите: Роман за живота на един млад мичман“ (на руски: Крейсера) е исторически роман от съветския писател Валентин Пикул, написан през 1985 г.

## Сюжет
Внимание:  Текстът по-долу разкрива сюжета на произведението (или части от него)!
... Началото на Руско-японската война. Тихоокеанската ескадрила е блокирана в Порт Артур, и само три крайцера - „Рюрик“, „Россия“ и „Громобой“, останали във Владивосток, могат да се противопоставят на цялата мощ на японския флот в открито море. Но въпреки нелепото ръководството и огромното числено и техническо превъзходство, руските крайцери геройски и успешно се сражават с врага.
В основата на романа е мичманът Сергей Панафидин, който служи на крайцера „Рюрик“. По време на битката с флота на адмирал Камимура „Рюрик“ потъва, а Панафидин е заловен. След края на войната, оказвайки се в Санкт Петербург, Сергей горчиво осъзнава, че е загубен за цивилния живот. На него, участника във военните действия, е непоносимо да види, как много офицери, „служили“ в дълбокия тил, са наградени с военни ордени. Конфликтът му с един от тези герои, мичман Житецкий, завършва за Панафидин с трагичен дуел...

## Интересни факти
За романа си, който Валентин Пикул написва за 38 дни, той е удостоен с държавната премия „Максим Горки“ и няколко други награди. Получава и „златен кортик“ от главнокомандващия Военноморския флот на РСФСР адмирал Владимир Чернавин.